# 支益民
支益民（1942年4月—1996年5月20日），男，江苏建湖人，中华人民共和国政治人物，曾任中共陕西省委副书记。